# Kyasanur-Wald-Fieber
Das Kyasanur-Wald-Fieber (Kyasanur-Wald-Krankheit oder Indische Waldkrankheit, englisch Kyasanur Forest-Disease, KFD) ist eine Infektionskrankheit, die durch das Arbovirus KFD-Virus ausgelöst wird.

## Erreger
Der Erreger des Kyasanur-Wald-Fiebers ist das Kyasanur-Wald-Fieber-Virus (auch KFD-Virus, englisch Kyasanur forest disease virus, KFDV) der Art Orthoflavivirus kyasanurense. Sie gehören zur Gattung Orthoflavivirus (veraltet: Gattung Flavivirus und Arbovirus) in der Familie Flaviviridae der Ordnung Nidovirales. Das Virus ist behüllt und sein Genom besteht aus einem unsegmentierten, linearen RNA-Strang positiver Polarität.

## Übertragung
Das Virus wird durch den Biss der Nymphen verschiedener Zeckenspezies übertragen (z. B. Haemaphysalis spinigera). Virusreservoir sind kleine Nagetiere. Nebenwirte sind Vögel und Fledermäuse, die vor allem für die Verbreitung der infizierten Zecken sorgen. Affen und der Mensch sind Zufallswirte und dienen ebenfalls als Reservoir. Der Erreger ist für Laborpersonal hochinfektiös, dementsprechend sollten entsprechende Sicherheitsmaßnahmen eingehalten werden.

## Vorkommen
Süd-Indien (Karnataka, Kerala, Tamil Nadu), Nord-Ost-Pakistan (Rawalpindi). Virusnachweis bei serologischen Tests auch aus den indischen Bundesstaaten Gujarat und Westbengalen.

## Geschichte
Erstmals wurde das Virus 1955–1957 in einem Waldgebiet an der Südwestküste Indiens (Mysuru) entdeckt. Zunächst erschien die Erkrankung als Zoonose, die mehrere Affen befiel („Monkey disease“). Erst später erkrankten auch Menschen. Zu Beginn wurde es zu einer Variante der Russischen Zecken-Enzephalitis eingestuft. Erst im Jahr 1990 wurde es als eigene Krankheit anerkannt. Wirtstiere erkranken nicht. Seit 2010 werden immer mehr Menschen in Indien infiziert, als Ursache wird das Vordringen des Menschen in den Dschungel gesehen. Seit dieser Zeit kommt es zu einem verstärken Anbau von Betelpalmen, deren Nüsse eine gewisse Rauschwirkung haben. Die Arbeiter müssen zum Sammeln in die Plantagen, wo die Zecken sie mit dem Virus infizieren.

## Klinik
Nach einer Inkubationszeit von drei bis sieben Tagen treten Fieber, Kopfschmerzen, Glieder- und Muskelschmerzen auf. Als Komplikation kann eine hämorrhagische Verlaufsform hinzukommen (Blutungen aus Mund, Nase und Magen-Darm-Trakt). Meist verschwinden die Symptome nach einer Woche, möglich ist jedoch ein zweiter Fieberanstieg mit Meningismus.
Die Letalität (Sterblichkeit) kann zwischen 5 und 15 % liegen.

## Therapie
Eine spezifische Therapie gibt es nicht, an Impfstoffen wird gearbeitet. Die Diagnose erfolgt mittels Immundiagnostik oder Virusnachweis.

## Vorbeugung
In Endemiegebieten ist Zeckenschutz und Moskitoschutz angezeigt (Repellentien, geschlossene helle Kleidung, regelmäßige Selbstuntersuchung nach Zecken). Der Kontakt mit infizierten Personen sollte gemieden werden. Nach dem IfSG §6 sind der Krankheitsverdacht, die Erkrankung sowie der Tod an virusbedingtem hämorrhagischen Fieber meldepflichtig.
Im Jahr 2005 wurde über einen Impfstoff berichtet. Das Vakzin für KFD besteht aus mit Formaldehyd (Formalin) inaktiviertem KFD-Virus. Der Impfstoff hat eine Wirksamkeit von 62,4 % für Personen, die eine zweimalige Verabreichung bekommen; bei dreimaliger Verabreichung steigt diese auf 82,9 % (Daten von 1994). Seit Mitte der 2000er fällt die Effektivität der Impfung dramatisch, auch kam es zu Qualitätsproblemen bei der Produktion. Bereits seit 2002 hatte der Hersteller Institute of Animal Health and Veterinary Biologicals (IAHVB), keine Lizenz für den Impfstoff von der Central Drugs Standard Control Organisation (CDSCO) erhalten, aber erst 2022 wurde die Verabreichung gestoppt.

## Sonstiges
Eine Subtyp des KFD-Virus, das Alkhurma hemorrhagic fever virus (AHFV, auch kurz Al-Khurma-Virus), wurde aus Saudi-Arabien beschrieben.